# Michelangelo Nicoletti
Michelangelo Nicoletti (Ariano di Puglia, 9 gennaio 1908 – 4 ottobre 1991) è stato un politico italiano.

## Biografia
Fu sindaco di Ariano Irpino dal 1950 al 1952 e venne poi eletto consigliere comunale ad Avellino, dove ricoprì la carica di sindaco per due mandati dal 1956 al 1963. Fu anche presidente della Commissione provinciale delle imposte.
Nell'aprile 1963 venne eletto al Senato della Repubblica per la IV legislatura. Durante il mandato fece parte della 2ª Commissione permanente "Giustizia e autorizzazioni a procedere" e della Commissione speciale per l'esame del disegno di legge "Disciplina degli interventi per lo sviluppo del Mezzogiorno". Concluse la propria esperienza parlamentare nel 1968.
Morì nell'ottobre 1991 all'età di 83 anni.